# Scenopinus triquertrus
Scenopinus triquertrus är en tvåvingeart som beskrevs av Kelsey 1971. Scenopinus triquertrus ingår i släktet Scenopinus och familjen fönsterflugor. Inga underarter finns listade i Catalogue of Life.